# Nasákavost
Nasákavost je schopnost materiálu přijímat vodu. Nasákavost vyjadřujeme v procentech hmotnosti, jako poměr přijatého hmotnostního množství kapaliny k hmotnosti vysušeného vzorku v procentech objemu jako objem přijaté kapaliny vyjádřený v procentech objemu vzorku.
Hmotnostní nasákavost nh je dána vztahem:
{\displaystyle n_{h}={\frac {m_{k}}{m_{s}}}\cdot 100={\frac {m_{n}-m_{s}}{m_{s}}}\cdot 100}
kde mk je hmotnost nasáklé kapaliny,
mh je hmotnost nasáklého vzorku,
ms je hmotnost vysušeného vzorku
Objemová nasákavost nk je dána vztahem:
{\displaystyle n_{v}={\frac {V_{k}}{V}}\cdot 100={\frac {m_{k}}{\rho _{k}V}}\cdot 100={\frac {m_{n}-m_{s}}{\rho _{k}V}}\cdot 100}
kde Vk je objem nasáklé kapaliny,
V je objem vzorku, 
ρk je hustota nasákavé kapaliny
| Stavební hmoty    | Nasákavost (% hmotnost) |
| ----------------- | ----------------------- |
| hutný kámen       | 0,5 – 1,0               |
| pórovitá keramika | 15,0 – 25,0             |
| beton             | 2,0 – 8,0               |
| lehký beton       | 30,0 – 90,0             |
| vláknocement      | 15,0 – 25,0             |